# Gerda Herrmann

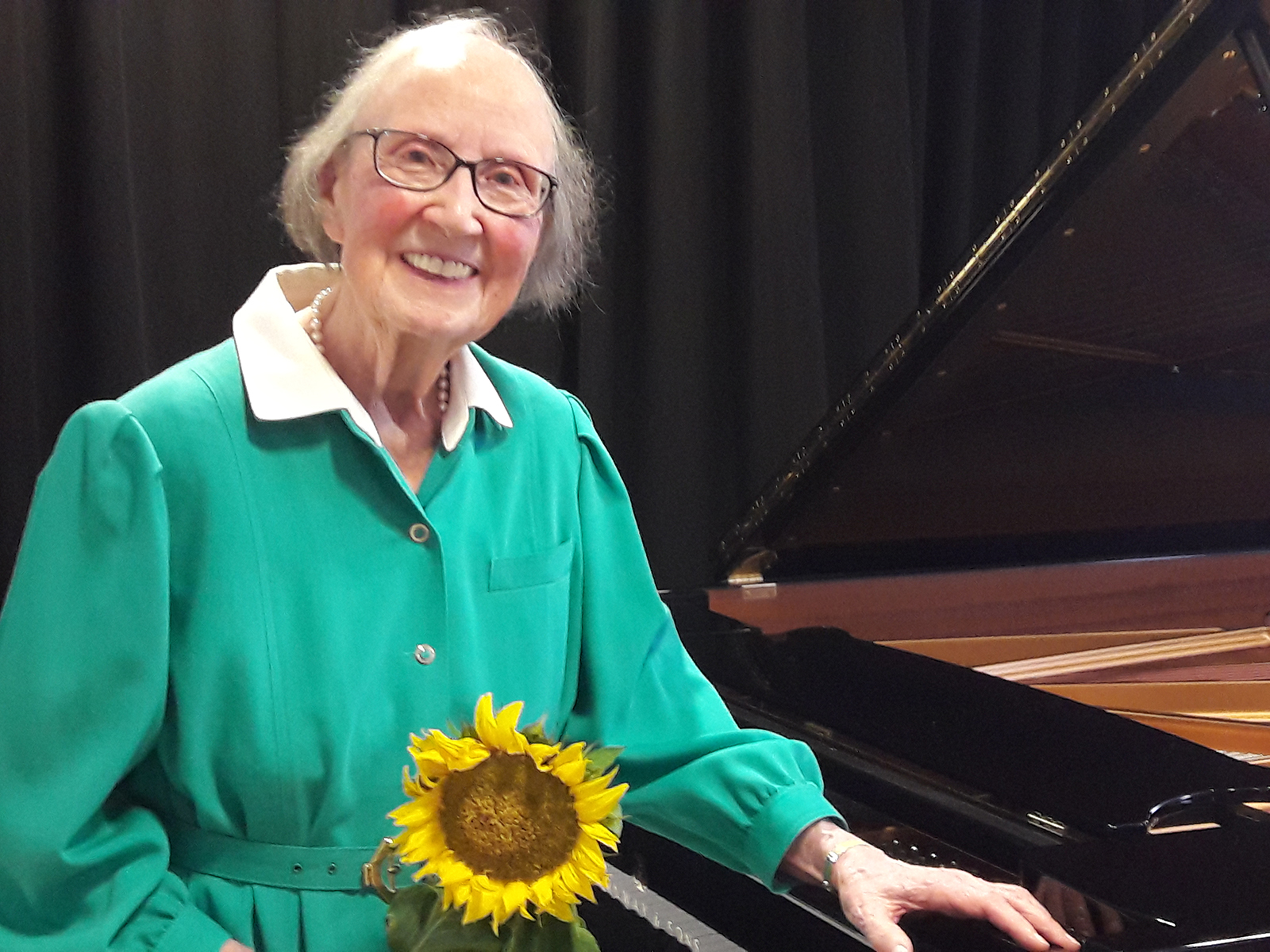
Gerda Herrmann im Oktober 2019

Gerda Herrmann (* 30. Juni 1931 in Stuttgart-Cannstatt; † 15. April 2021 in Stuttgart) war eine deutsche Komponistin und Dichterin. Ab den 1960er Jahren lebte sie in Stuttgart-Botnang und schrieb in dieser Zeit mehr als 400 Lieder zu fremden und eigenen Texten. Ein großer Teil davon wurde auf zwölf Benefizkonzerten (Stand 2019) aufgeführt.

## Leben und Werk
Gerda Herrmann erhielt von 1941 bis 1943 knapp drei Jahre Klavierunterricht, bis ihre Schule wegen Luftangriffen ins Kinderlandverschickungslager Metzingen verlagert wurde. Ab dann spielte sie ohne weiteren Unterricht Klavier. Ihr Vater war Verbandsprüfer und fiel 1944 als Soldat, nachdem er denunziert worden war und an die Front musste. Im Juli 1944 hielt sich Herrmann in Stuttgart auf und erlebte als 13-Jährige die schweren Luftangriffe auf Stuttgart und deren Folgen.
1972 schrieb Herrmann ihr erstes Gedicht, als sie darum gebeten wurde, für einen Gottesdienst in der Friedenskirche Stuttgart einen Text zu Gunsten von Amnesty International zu schreiben. 1984 entstand Herrmanns erste Komposition „Elegie“. In den Jahren darauf vertonte Herrmann Gedichte zahlreicher Autoren, darunter Annette von Droste-Hülshoff, Joachim Ringelnatz, Arthur Schnitzler und Walther von der Vogelweide. Zudem vertonte sie im Jahr 2013 ein Liebesgedicht ihres Vaters, welches dieser 1923 in sein Tagebuch schrieb. Gerda Herrmann war bis zu ihrem Tod im April 2021 künstlerisch aktiv und schrieb noch eine Woche davor Lieder zu aktuellen Themen.

„Komponieren ist zu hoch gegriffen, ich vertone Texte.“

Herrmann selbst beschrieb ihren Stil als „nicht modern“, sondern „wohl am ehesten der Romantik zuzuordnen“. Zudem sei ihr Stil im Alter einfacher geworden, was Herrmann mit Angelus Silesius’ Zitat „Mensch, werde wesentlich“ begründete. Herrmann sah die Vertonung von Rilkes Gedicht "Der Panther" unter ihren eigenen Vertonungen als ihr Lieblingslied.
Herrmanns Lieder wurden auf mehr als 10 Benefizkonzerten zugunsten verschiedener Vereine und Organisationen aufgeführt. Das erste Konzert fand 1991 auf Schloss Solitude statt.

„Sie ist bezaubernd und charmant, ich liebe ihre Geschichten und ihre Lieder (...), ihre Leidenschaft für Musik, ihren Optimismus, ihre Hoffnungen auf eine bessere Welt und dass sie das Potenzial der Musik sieht, zu heilen und zu berühren.“

Am 29. Juni 2019 hatte der Dokumentarfilm Die Liedermacherin von Botnang des Regisseurs Alexander Tuschinski im Delphi Arthaus Kino in Stuttgart Weltpremiere. Er behandelt Herrmanns Leben und Werk. Der Film hatte im darauffolgenden Jahr seine US-Premiere auf dem Hollywood Reel Independent Film Festival und lief im Wettbewerb auf dem Berlin Independent Film Festival im Babylon-Kino. Zudem gewann er auf dem WorldFest in Houston 2020 einen "Bronze Remi Award".

## Förderung des kreativen Schreibens von Jugendlichen
Gerda Herrmann war 2003 Gründungsmitglied und bis zu ihrem Tod stellvertretende Vorsitzende des Förderkreises Kreatives Schreiben und Musik, der Anthologien mit Texten junger Menschen herausgibt. Die erste Anthologie erschien bereits vor Gründung des Vereins mithilfe eines Teils der Erlöse eines Benefizkonzerts mit Herrmanns Liedern im Weißen Saal des Neuen Schlosses in Stuttgart im Jahr 1999.  Die Anthologien wurden unter anderem im Archiv für Kindertexte der Martin-Luther-Universität Halle-Wittenberg aufgenommen und beinhalten Texte verschiedener Stilrichtungen. Ein Gedicht von Ingeborg Wenger aus der Anthologie „ÜberBrücken“ wurde 2010 im Rahmen des Programms „Lyrik Unterwegs“ in Stuttgarter Straßenbahnen ausgehängt. Herrmann vertonte zudem auch Gedichte aus den Anthologien.

## Weiteres Engagement
„Mein Motto lautet, den Mut nicht verlieren – und auch nicht den Humor!“

Des Weiteren engagierte sich Gerda Herrmann von 1968 bis zur Geburt ihres jüngsten Kindes 1972 für Amnesty International; sie bezeichnete die Arbeit von Amnesty als "wichtig". Zudem war sie Gründungsmitglied der Gruppe 49.